# Sander Cordeel
Sander Cordeel, né le 7 novembre 1987 à Saint-Nicolas, est un coureur cycliste belge.

## Biographie

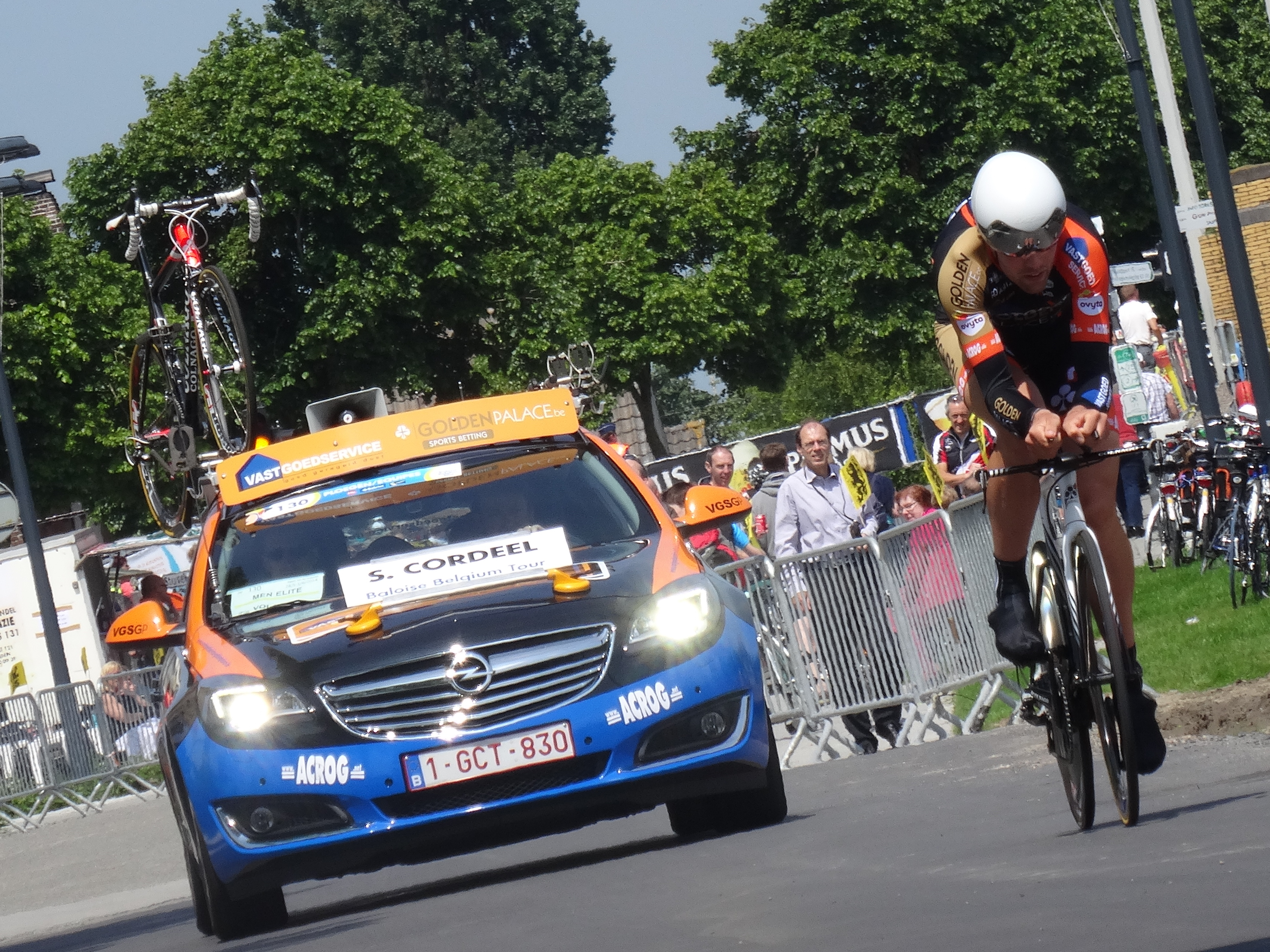
Sander Cordeel lors du contre-la-montre de la 3e étape du Tour de Belgique 2014 à Dixmude.

Sander Cordeel naît le 7 novembre 1987 à Saint-Nicolas, dans la province de Flandre-Orientale, en Belgique.
En 2012 et 2013, il est professionnel au sein de l'équipe Lotto-Belisol mais n'obtient pas de résultats notables en course. Fin 2013, il n'est pas conservé par ses dirigeants.
Il entre en 2014 dans l'équipe Vastgoedservice-Golden Palace et gagne cette année-là le classement général du Tour de la province de Namur ainsi que le championnat de Flandre-Orientale du contre-la-montre.
En 2015, il empoche une étape des Deux Jours du Gaverstreek et finit troisième de l'épreuve. Au mois d'octobre, il décide de changer de formation et signe un contrat avec l'équipe continentale Verandas Willems pour l'année 2016.
En 2017, il s'engage avec la nouvelle équipe Verandas Willems-Crelan, créée par Nick Nuyens. Non conservé à l'issue de cette saison, il arrête sa carrière pour devenir ingénieur en construction.

## Palmarès
- 2008[1]
  - 1re étape du Triptyque ardennais
- 2010
  - 2e du Tour de la province de Liège
- 2011
  -  Champion de Belgique du contre-la-montre élites sans contrat
  - Deux Jours du Gaverstreek :
    - Classement général
    - 1re étape

  - Grand Prix Impanis-Van Petegem
- 2013
  - 3e du Grote Prijs Dr. Eugeen Roggeman
- 2014
  - Champion de Flandre-Orientale du contre-la-montre
  - Classement général du Tour de la province de Namur[2]
  - 3e du championnat de Belgique du contre-la-montre élites sans contrat
- 2015
  - Champion de Flandre-Orientale du contre-la-montre
  - 2e étape des Deux Jours du Gaverstreek
  - 3e des Deux Jours du Gaverstreek
- 2018
  - 3e, 4e et 6e étapes du Tour du Togo
  - 2e du Tour du Togo

## Classements mondiaux
| Année           | 2011 | 2012 | 2013 | 2014 | 2015   | 2016   |
| --------------- | ---- | ---- | ---- | ---- | ------ | ------ |
| UCI World Tour  |      | nc   | nc   |      |        |        |
| UCI Europe Tour | 279e |      |      | 696e | 1 023e | 1 250e |